# Poison Ivy (DC Comics)
Pour les articles homonymes, voir Poison Ivy.
Pamela Lillian Isley, alias Poison Ivy (parfois traduit  L'Empoisonneuse), est un personnage de fiction, une super-vilaine appartenant à l'univers de DC Comics. Créée par le scénariste Robert Kanigher et le dessinateur Sheldon Moldoff, elle est apparue pour la première fois dans le comic book Batman #181 en 1966. Elle est l'une des ennemies de Batman.

## Biographie fictive
Pamela Isley grandit dans une riche famille et étudie la botanique et la biochimie avancée à l'université. Elle y a comme camarades de classe Alec Holland (futur Swamp Thing) et Phil Sylvian (futur créateur de l'Orchidée Noire). Un de ses professeurs, le Dr Jason Woodrue, la séduit et, ensemble, ils débutent des expérimentations dont Pamela est le cobaye. Woodrue lui injecte de nombreux poisons et des toxines qui provoquent chez elle des transformations chimiques et physiques, et la rendent capable d'entrer en symbiose avec les plantes et de les commander. Elle frôle la mort à deux reprises à cause de ces poisons.
Ces expériences lui font aussi perdre la raison, et elle se met à traiter les plantes comme ses propres enfants. Alors que Woodrue s'enfuit, Pamela se retrouve à l'hôpital pendant six mois, souffre de la trahison de Woodrue et finit par le détester. Elle en devient psychologiquement instable et sujette à des sautes d'humeur : tantôt douce et gentille, tantôt violente et cruelle. Elle finit par quitter l'école et Seattle pour se retrouver à Gotham City.
La première année de service de Batman, Poison Ivy prend la ville en otage en menaçant de libérer un poison dans l'air si une rançon ne lui est pas versée. Elle est arrêtée par Batman et enfermée dans l'asile d'Arkham. Dès lors, elle semble obsédée par Batman, seul être qu'elle ne peut contrôler ou influencer.
Quelques années après, elle quitte Gotham pour vivre sur une île déserte des Caraïbes. Elle transforme cette île en un « second Éden ». Elle est heureuse pour la première fois de sa vie, mais son bonheur est de courte durée. Une compagnie américaine décide de tester ses armes sur son île, qui est anéantie. Pamela Isley retourne alors à Gotham pour se venger et punir les responsables. Après avoir été arrêtée une fois de plus par Batman, elle prend la résolution de ne quitter la ville que le jour où les plantes échapperont à la menace des hommes. Elle consacre depuis sa vie à « purifier » Gotham City.
Un jour, Pamela est libérée de l'asile d'Arkham par deux femmes, Holly et Eva, qui l'amènent à leur employeur. Elle découvre avec stupeur qu'il s'agissait de Floronic Man, autrement dit Jason Woodrue, son ancien professeur. Woodrue n'a plus rien d'humain. Seule sa tête n'a pas changé. Les deux bandits font alliance. Isley donne un échantillon de son ADN à Woodrue en échange d'un camion rempli d'argent. L'objectif de Woodrue est de créer un « enfant » avec l'ADN de Pamela Isley. Il veut aussi créer une économie basée sur la vente de marijuana surpuissante, son but étant de faire dépendre l'économie mondiale de cette drogue, le tout contrôlé par ses « enfants ». Batman intervient, mais il est capturé par Holly et Eva. Poison Ivy trahit Floronic Man et libère Batman. Ensemble, ils combattent le criminel qui est capturé, et Isley s'enfuit avec l'argent.
Quand Gotham City est détruite par un tremblement de terre, Isley prend le contrôle du Parc Robinson et le transforme en paradis tropical. Elle vit avec seize enfants orphelins des suites du tremblement de terre. Poison Ivy a de la sympathie pour ces enfants qu'elle protège contre la ville devenue un No Man's Land.
En hiver, elle est attaquée par Gueule d'argile, qui l'emprisonne dans une chambre située sous le parc. Avec l'aide de Batman, elle réussit à vaincre Gueule d'argile. Après le combat, elle passe un accord avec Batman : elle garde le parc et les enfants, et fournit en fruits et légumes frais les survivants du tremblement de terre. Pamela recueille ensuite Harley Quinn, qui a été brutalement attaquée par le Joker. Poison Ivy la soigne et les deux criminelles deviennent de grandes amies.
Après la réouverture de la ville, le conseil décide de récupérer le parc et veut renvoyer Isley à l'asile d'Arkham. Ils supportent mal l'idée qu'une terroriste écologiste contrôle une partie de la ville. De plus, ils pensent, à tort, que les orphelins sont retenus contre leur gré. La police menace Pamela Isley d'utiliser un puissant herbicide contre elle et ses plantes, au risque de faire du mal aux enfants. Isley refuse de quitter le parc et choisit de devenir une martyre. Mais une orpheline, Rose, est touchée par le poison. Pamela se rend aux autorités pour sauver la vie de la jeune fille.
Elle est manipulée par le Sphinx et par Silence, et devient leur alliée. Elle prend le contrôle mental de Superman et de Catwoman. Lorsque le Sphinx demande à Ivy de le protéger contre Silence, elle décide plutôt de se venger de la manipulation qu'elle a subie.
Les orphelins que Pamela a pris sous sa protection meurent empoisonnés les uns après les autres. Elle croit qu'elle en est la responsable. Elle demande à Bruce Wayne de la rendre de nouveau humaine. L'opération est un succès. Pourtant, Silence la manipule une fois de plus et arrive à convaincre Pamela de redevenir Poison Ivy. Elle absorbe un sérum qui a pour effet de la tuer.
Pamela n'est pourtant pas morte. Elle a survécu aux manipulations de Silence. Le sérum a même eu pour effet d'augmenter son contrôle sur la flore. Elle décide de reprendre sa croisade contre les entreprises qui ne respectent pas l'environnement et qui détruisent la faune et la flore au nom de l'argent.

### Renaissance DC

#### Biographie
Les origines de Poison Ivy, dans ce nouvel univers DC, sont présentées dans un numéro spécial de Detective Comics #23.1 en septembre 2013. Pamela Isley naît avec une maladie de peau qui, dans sa jeunesse, l’empêche de quitter sa maison (et d'apparaître à la lumière du jour). Le jardin est le seul endroit où elle passe l'essentiel de son temps limité à l’extérieur. Son père est violent et frappe souvent sa mère, au point de finir par la tuer et de l'enterrer dans le jardin.
Une fois à l'université, elle vend des pilules de phéromones aux étudiants afin d'observer et d'étudier leurs effets, avant d’être arrêtée par la police. Elle utilise une version plus puissante de ses pilules pour contrôler mentalement le doyen de l'université afin que celui-ci retire sa plainte, et cela lui permet aussi de valider son diplôme avec mention.
Par la suite, à l'occasion d'une visite au parloir, elle tue son père en l'embrassant, avec une toxine sécrétée par ses lèvres.
Elle est embauchée pour un stage chez Wayne Enterprises, dans le département Biotechnologies, qui développe des produits pharmaceutiques et cosmétiques. Elle est licenciée après avoir proposé à Bruce Wayne de développer des molécules pour contrôler les comportements sociaux et les choix individuels (à des fins publicitaires). Refusant d’être escortée hors de l'entreprise par la sécurité, elle est accidentellement éclaboussée par les composants chimiques sur lesquels elle travaillait. Cet accident lui donne ses pouvoirs de contrôle sur le règne végétal, sa maîtrise des phéromones pour contrôler les hommes et son immunité à tous les poisons et virus.

#### Costume
Dans le nouvel univers DC, Poison Ivy change de costume pour une Catsuit noire, avec des feuilles de lierre à certains endroits. Cette combinaison a été conçue par des scientifiques d'une entreprise écologique pour amplifier les pouvoirs d'Ivy (Birds of Prey #11), Celle-ci explique aussi qu'elle est malade, qu'elle n'a plus que six mois à vivre et que cette combinaison la maintient en vie.
La combinaison se déchire quand Ivy est blessée et celle-ci perd une partie de ses pouvoirs, à la manière de Empowered. De même, la combinaison se régénère quand Ivy est en contact avec la végétation naturelle.

#### Histoire
Poison Ivy est recrutée par les Birds of Prey, et plus spécialement par leur leader, Black Canary, les autres membres du groupe protestant contre son entrée, s'appuyant sur son passé violent et ses liens avec plusieurs meurtres. Ces inquiétudes s’avèrent justifiées quand Ivy empoisonne l’équipe et force ses membres à attaquer des sociétés corrompues qu'Ivy veut détruire. Katana la laisse pour morte.
Ivy survit à ses blessures et retourne à Gotham, libérant Gueule d'argile et le manipulant afin qu'il devienne son mari. Elle reprend sa croisade contre les entreprises polluantes mais Batman intervient pour l'aider, principalement car ses cibles sont des entreprises appartenant au Pingouin. Le numéro 14 de Detective Comics s'achève par l’enlèvement d'Ivy par les hommes du Pingouin. Ceux-ci l'enterrent vivante, mais elle survit assez longtemps pour être secourue par Ogilvy, le bras droit du Pingouin, qui a repris les affaires de son patron après le retour du Joker (Dans la mini-série Le Deuil de la Famille). Ogilvy propose une alliance à Poison Ivy dans Detective Comics #15. Cependant, Gueule d'argile libéré par Batman du contrôle mental exercé sur lui par Ivy, la recherche et l'attaque dans Detective Comics #16, son sort reste inconnu.

### Biographie alternative
Avant la Crise, la Dre Pamela Lillian Isley était une botaniste prometteuse venant de Seattle. Séduite par Marc LeGrande, elle l'assista dans le vol d'un objet de la civilisation Égyptienne contenant des herbes anciennes. Marc LeGrande, craignant que Pamela ne le dénonce aux autorités, tenta de l'empoisonner avec les herbes mortelles indécelables. Pamela survécut à la tentative de meurtre et découvrit qu'elle avait acquis une immunité à toutes les toxines et maladies naturelles.

#### Batman séries animées
Dans la série animée Batman de 1992, Poison Ivy veut assassiner Harvey Dent, qui a construit une prison sur le dernier habitat d'une espèce de fleur très rare. Par la suite, elle traverse de nombreuses aventures comme sa rencontre avec l'assistante du Joker, Harley Quinn, ou encore sa participation à un procès contre Batman. Cette version d'Ivy n'a aucun pouvoir, mais elle utilise différents poisons d'origine végétale et des plantes mutantes.
Dans la série animée Batman de 1997, son apparence a totalement changé : elle ressemble davantage à une plante. De plus, elle développe une très grande amitié avec Harley Quinn.

#### Gotham(série 2014)
Dans la série télévisée Gotham de 2014, Ivy Pepper est une jeune fille mystérieuse, qui devient orpheline à la suite du meurtre des Wayne, car son père est piégé pour le double homicide et tué par Harvey Bullock alors qu'il agressait James Gordon. La mère d'Ivy se suicide par la suite. L'enfant se retrouve successivement dans une famille d'accueil dans le nord de l'État, dans la rue et, grâce à l'assistance de son ami Selina Kyle, squatte temporairement l'appartement délaissé de Barbara (l'ex-compagne de James Gordon).
Dans la saison 3, Ivy est pourchassée par les membres de la bande de Fish Mooney. Elle finit par être touchée durant un court instant par Marv, un mutant, avant de disparaître dans un tuyau d'évacuation. Alors que Selina croit Ivy morte, la réalité est toute autre : le contact avec le mutant a eu le temps de la faire vieillir et Ivy a désormais l'apparence d'une jeune femme. Elle commence à se servir de sa connaissance des plantes pour séduire les hommes grâce à un parfum hormonal.

#### Batman: L'Alliance des héros
Elle y campe la reine des fleurs et elle est défaite par Batman et Black Orchid.

#### La Ligue des Justiciers: Nouvelle Génération
Elle est membre de la Ligue de l'Injustice.

#### La Ligue des justiciers: Action
Elle manipule Swamp Thing dans un épisode.

#### Harley Quinn (la série)
Elle fait partie du casting de la série et y occupe un rôle assez important. Elle finit d’ailleurs par former un couple avec Harley Quinn à la fin de la seconde saison. Un événement marquant, d’autant plus que la relation amoureuse entre ces deux personnages était, jusque là, seulement insinué dans les comics.

#### DC Super Hero Girls
Dans la série DC Super Hero Girls, elle est horrifiée par les gens qui mangent des légumes et attaque les végétariens.

#### Batman: Gotham by Gaslight
Elle est une innocente victime de Jack l'éventreur.

#### Films

##### Batman & Robin
Dans le film Batman & Robin de 1997, Isley est transformée par Jason Woodrue, son employeur, qui tente de la tuer brutalement dans le laboratoire pour dissimuler ses expériences criminelles. Mais elle survit à l'attaque et se venge en tuant Woodrue. Par la suite, elle quitte le laboratoire avec Bane pour se rendre à Gotham City. Rapidement, après avoir flashé sur lui, elle s'associe avec Mr. Freeze pour détruire la ville mais est furieuse d'apprendre qu'il est marié. Elle cherche à tuer Nora Fries, voulant manipuler Freeze pour accomplir son plan : remplir le monde de ses plantes mutantes après que ce dernier l'aurait transformé en désert de glace. Mais Batman intervient et sauve Nora. Elle est vaincue par Batgirl.
Elle se retrouve à l'asile d'Arkham en compagnie de Mr. Freeze qui a découvert, par Batman, sa trahison et sa tentative de meurtre de Nora Fries, et s'apprête à lui offrir un hiver éternel. Le sort final de Poison Ivy est inconnu.

##### The Batman
Dans la série animée Batman de 1992, Pamela est une jeune activiste environnementale, amie de Barbara Gordon. Elle réussit à convaincre Barbara de l'aider à protester contre une compagnie polluante. Mais en réalité elle effectue des missions d'observation, puis elle ordonne, par l'intermédiaire de son ordinateur muni d'un échantillonneur de voix, à un mercenaire du nom de Tremblor de détruire les sites de la société polluante en échange de beaucoup d'argent. Malheureusement pour elle, Tremblor découvre la vérité et, lorsqu'il apprend que sa patronne est une enfant et qu'il n'a toujours pas été payé, il réclame son dû. Mais Batman intervient, sauvant Pamela et Barbara. Durant le combat entre Batman et Tremblor, qui finit par la victoire de Batman, une chute de produit toxique tombe sur elle et la plonge dans le coma.
Elle se retrouve dans une ambulance et, durant son sommeil, se fait kidnapper par des plantes et racines qui stoppent et détruisent le camion. Les racines se forment en un arbre-cocon gardant saine et sauve Pamela Isley, enveloppée dans le feuillage. Par la suite, les racines s'enfoncent dans le sol et surgissent hors de terre à l'intérieur d'une serre, emprisonnant Pamela dans une fleur de verre au liquide rosâtre et fluorescent.
Plus tard, la plante se brise comme un œuf et libère la jeune femme, complètement perdue et transformée. Elle a désormais des cheveux coiffés en forme de deux roses, porte une robe de feuilles et une marque verte qui lui entoure le bras comme un tatouage. Très vite, elle découvre qu'elle possède des pouvoirs lui permettant de contrôler les plantes. Elle commence alors une carrière d'éco-terroriste et est arrêtée par Batman et Batgirl.
Dans un autre épisode, elle kidnappe des habitants de Gotham pour les plonger dans un jardin imaginaire et leur donner comme seules pensées les fleurs et la nature. Elle crée à partir de plantes des clones de ses victimes et les fait passer pour elles. Elle active un véhicule aérien rempli de liquide toxique qui arrose la terre de Gotham et y fait pousser fleurs et végétaux. Elle est encore une fois stoppée par Batgirl et Batman, mais, pour la première fois dans une de ses arrestations, montre son côté émotionnel par le fait qu'elle voulait simplement créer son espace et offrir aux gens un peu de bonheur et de tolérance.
Dans l'épisode double Quand Batman rencontre Superman, elle est capturée par Lex Luthor, qui veut utiliser ses pouvoirs afin de contrôler Superman. Il manque de réussir avant que Batman n'intervienne. Poison Ivy est ramenée en prison après la défaite de Luthor.

## Description

### Physique
Poison Ivy est une femme fatale. Elle a des yeux verts et des cheveux roux. Originellement, elle avait une peau normale, mais sa mutation a peu à peu donné à sa peau une couleur vert pâle, bien qu'avec le temps elle ait appris à parfois reprendre des couleurs normales, avec seulement du vert dans ses yeux et sur ses lèvres (parfois noires). Elle mesure 1,72 m. Sa tenue varie entre les collants et un body fait de feuilles, mais elle est toujours vêtue de vert ou de noir.

### Personnalité
Poison Ivy veut vivre dans un monde vert où elle vivrait tranquille avec ses plantes. C'est une éco-terroriste, ce qui la met souvent en conflit avec Batman.
Poison Ivy est végétalienne. Elle est antisociale mais très séductrice et intelligente, et a notamment une très grande connaissance en botanique.

### Pouvoirs et capacités
Poison Ivy est capable de communiquer avec les plantes et de les contrôler. La puissance de ce pouvoir n'est pas la même selon les incarnations, mais elle a déjà été capable de faire pousser un énorme lierre pour creuser un tunnel sous sa cellule et s'évader. Dans la série animée Batman, cette capacité a une puissance colossale, lui permettant de créer des plantes carnivores gigantesques, de couvrir un bâtiment entier de végétation et de faire bouger d'eux-même des arbustes.
Elle est également immunisée contre tous les poisons, virus et toxines existants dans l'univers de DC, y compris le venin du Joker. Elle est aussi spécialisée dans leur fabrication, capable de créer toutes sortes de variétés de poisons, toxines, depuis de simples drogues pour contrôler jusqu'à des poisons fatals. Poison Ivy a du venin dans ses lèvres, tuant quiconque oserait l'embrasser.
Dans certaines versions, elle est présentée comme plus plante qu'humaine, respirant du CO2 et se nourrissant de lumière par photosynthèse.
Le corps de Poison Ivy produit des phéromones qui lui permettent d'exercer sur les êtres humains une sorte de contrôle mental, bien que les personnes ayant une volonté suffisamment forte, comme Batman, soient généralement capables d'y résister. Elle utilise aussi des phéromones d'amour pour que sa victime tombe sous son charme.

## Création du personnage
Après sa première apparition, le personnage fut, au début, très peu utilisé par les auteurs. Elle n'a pas fait d'apparition majeure jusqu'à la montée du féminisme, qui a apporté le besoin de mettre en scène un plus grand nombre de vilaines féminines dans la série. Poison Ivy a été utilisée pour remplacer Catwoman, qui devenait de plus en plus sympathique, pour tenir le rôle de l'antagoniste féminin de Batman. À partir de ce moment, elle a été utilisée plus fréquemment dans la série des comics de Batman et dans le groupe de Suicide Squad, et a surtout été popularisée par la série Batman, la série animée.
Poison Ivy ressemble au personnage de Béatrice de La Fille de Rappaccini (1844) de Nathaniel Hawthorne.[réf. nécessaire] Dans cette nouvelle, le savant fou Rappaccini, expert en botanique, a transformé sa propre fille Béatrice en un poison mortel.

### À propos de son nom
Poison Ivy est le titre d'une chanson écrite et interprétée par les Coasters en 1958. Poison Ivy a également été repris comme pseudonyme par la guitariste des Cramps, dite aussi Poison Ivy Rorschach.
Poison Ivy est aussi le titre d'une série de bande dessinée écrite par Yann et dessinée par Berthet, il s'agit d'une spin of de Pin-Up des mêmes auteurs.
Poison Ivy est le nom anglais du sumac grimpant, une plante réelle qui provoque un gonflement et des démangeaisons.

## Œuvres où le personnage apparaît

### Séries animées
- Batman, la série animée (Paul Dini, Bruce Timm, Eric Radomski, 1992-1995) avec Diane Pershing (VF : Véronique Augereau, Christiane Jean, Brigitte Berges)
- Batman, les nouvelles aventures (The New Batman Adventures, Alan Burnett, Paul Dini, Bruce Timm, 1997-1999) avec Diane Pershing : (VF : Sophie Lepanse)
- Gotham Girls (2000-2002) avec Diane Pershing
- La Ligue des justiciers (Justice League puis Justice League Unlimited, 91 épisodes, Paul Dini, Bruce Timm, 2001-2006) avec Diane Pershing
- Static Choc (Static Shock, Dwayne McDuffie, 2000-2004) avec Diane Pershing
- Batman (The Batman, Duane Capizzi, Michael Goguen, 2004-2008) avec Piera Coppola (VF : Edwige Lemoine)
- Batman : L'Alliance des héros (Batman: The Brave and the Bold, James Tucker, 2008-2011) avec Jennifer Hale puis Vanessa Marshall (VF : Edwige Lemoine)
- La Ligue des Justiciers : Nouvelle Génération (Young Justice, Greg Weisman, Brandon Vietti, 2010-) avec Alyssa Milano (VF : Edwige Lemoine)
- DC Super Hero Girls
- DC Super Friends
- La Ligue des justiciers : Action avec Natasha Leggero dans la vo / Edwige Lemoine dans la VF
- Harley Quinn (Justin Halpern, Patrick Schumacker et Dean Lorey, 2019-) avec Lake Bell
- DC Super Hero Girls (série télévisée) avec Cristina Milizia en vo / Chantal Baroin dans la vf

### Série télévisée
- Gotham (Bruno Heller, 2014-) avec Clare Foley (VF : Maryne Bertieaux) (saison 1 à 3), Maggie Geha (VF : Camille Donda) (saison 3) puis Peyton List (VF : Stéphanie Hédin) (saison 4 et 5)
- Batwoman (Caroline Dries, 2019-2022) avec Bridget Reagan (Saison 3)

### Cinéma
- Batman & Robin (Joel Schumacher, 1997) avec Uma Thurman  (VF : Laurence Crouzet)

### Vidéofilms
- Lego Batman, le film : Unité des super héros (Lego Batman: The Movie - DC Super Heroes Unite) de Jon Burton, 2013) avec Laura Bailey (VF : Edwige Lemoine)
- Scooby-Doo et Batman : L'Alliance des héros (Jake Castorena, 2018) avec Tara Strong (VF : Edwige Lemoine)
- Batman Ninja (Junpei Mizusaki, 2018) (VF : Dominique Vallée)
- Batman vs. Teenage Mutant Ninja Turtles (Jake Castorena, 2019)
- Batman : Assaut sur Arkham
- Batman et Harley Quinn
- Justice League vs. the Fatal Five
- Batman: Gotham by Gaslight
- Batman : Silence

### Jeux vidéo
- Batman: The Animated Series (SNES)
- The Adventures of Batman and Robin (SNES) (Sega CD)
- Batman: Chaos in Gotham
- Batman et Robin
- Batman Vengeance
- Batman: Dark Tomorrow
- Lego Batman : Le Jeu vidéo
- Batman: Arkham Asylum
- Batman: Arkham City
- Lego Batman 2: DC Super Heroes
- Lego Batman 3: Au-delà de Gotham
- Infinite Crisis[9]
- Batman: Arkham Knight
- Injustice 2
- Lego DC Super-Villains